# Ahlgren
Ahlgren, även skrivet Algren, är ett svenskt efternamn, som har burits av bland andra:
- Adolf Ahlgren (1872–1954), pionjär inom företaget Ahlgrens
- Alexis Ahlgren (1887–1969), långdistanslöpare
- Anders Ahlgren (1888–1976), brottare
- Anders Ahlgren (politiker) (född 1952), riksdagspolitiker
- Anne Ahlgren (född 1960), gift Sundell, modern femkampare
- Bengt Ahlgren (1900–1985), företagsledare
- Bertha Maria Ahlgren (1872–1969), konstnär
- Carl Wilhelm Ahlgren (1806–1890), militär
- Catharina Ahlgren (1734–1800), författare och journalist
- Chatrine Pålsson Ahlgren (född 1947), politiker (kristdemokrat)
- Christian Ahlgren, flera personer
  - Christian Ahlgren (justitieråd) (1831–1908), jurist och ämbetsman
  - Christian Ahlgren (häradshövding) (1869–1954), jurist och ämbetsman
- Daniel Ahlgren (född 1971), serietecknare
- Erik Ahlgren, flera personer
  - Erik Ahlgren i Ala (1847–1939), politiker
  - Erik Ahlgren (jurist) (1900–1985), hovrättslagman
- Ernst Ahlgren (1869–1962), jurist
- Ernst Ahlgren, pseudonym för författaren Victoria Benedictsson (1850–1888)
- Finn Ahlgren (född 1977), formgivare och konsthantverkare
- Fredrik Ahlgren (1858–1907), företagsledare och grundare av konfektyrföretaget Ahlgrens
- Georg Ahlgren (1863–1949), överste
- George Ahlgren (1928–1951), amerikansk roddare
- Gertrud Ahlgren (1782–1874), naturläkare, "klok gumma"
- Gunnar Ahlgren (1898–1962), fysiolog och farmakolog
- Ivar Ahlgren (1913–1983), ingenjör och företagsledare
- Johan Ahlgren (1841–1928), jurist
- John Ahlgren (1934–2025), grafiker
- Jonas Coldewy Ahlgren (1803–1860), militär och litograf
- Kerstin Ahlgren (född 1953), skulptör
- Lauri Ahlgrén (född 1929), finländsk målare och grafiker
- Lennart Ahlgren (född 1941), ingenjör och företagsledare
- Magnus Ahlgren (arkitekt) (1918–2005)
- Malin Roca Ahlgren (född 1973), författare
- Marianne Ahlgren (född 1970), politiker, folkpartist
- Mats Ahlgren (född 1967), fäktare
- Mats Ahlgren (konstnär) (1952–2016), målare
- Nelson Algren (1909–1981), amerikansk författare
- Patrik Ahlgren (född 1962), militär
- Paul Ahlgren (född 1962), curlingspelare
- Pehr Erik Ahlgren (1807–1908), sjöofficer
- Per Ahlgren (1897–1965), överste
- Raymond Ahlgren (född 1967), författare
- Samuel Ahlgren (1764–1816), skådespelare
- Stig Ahlgren (1910–1996), författare
- Stig Ahlgren (meteorolog) (1931–2025), meteorolog och väderpresentatör
- Sven Ahlgren (1728–1809), orgelbyggare
- Sven Ahlgren (konstnär) (1922–1997), konstnär
- Tage Algreen-Ussing (1797–1872), dansk politiker och jurist
- Torgny Ahlgren (1921–1994), häradshövding
- Torsten Ahlgren (1907–1990), häradshövding